# Jules Destrée

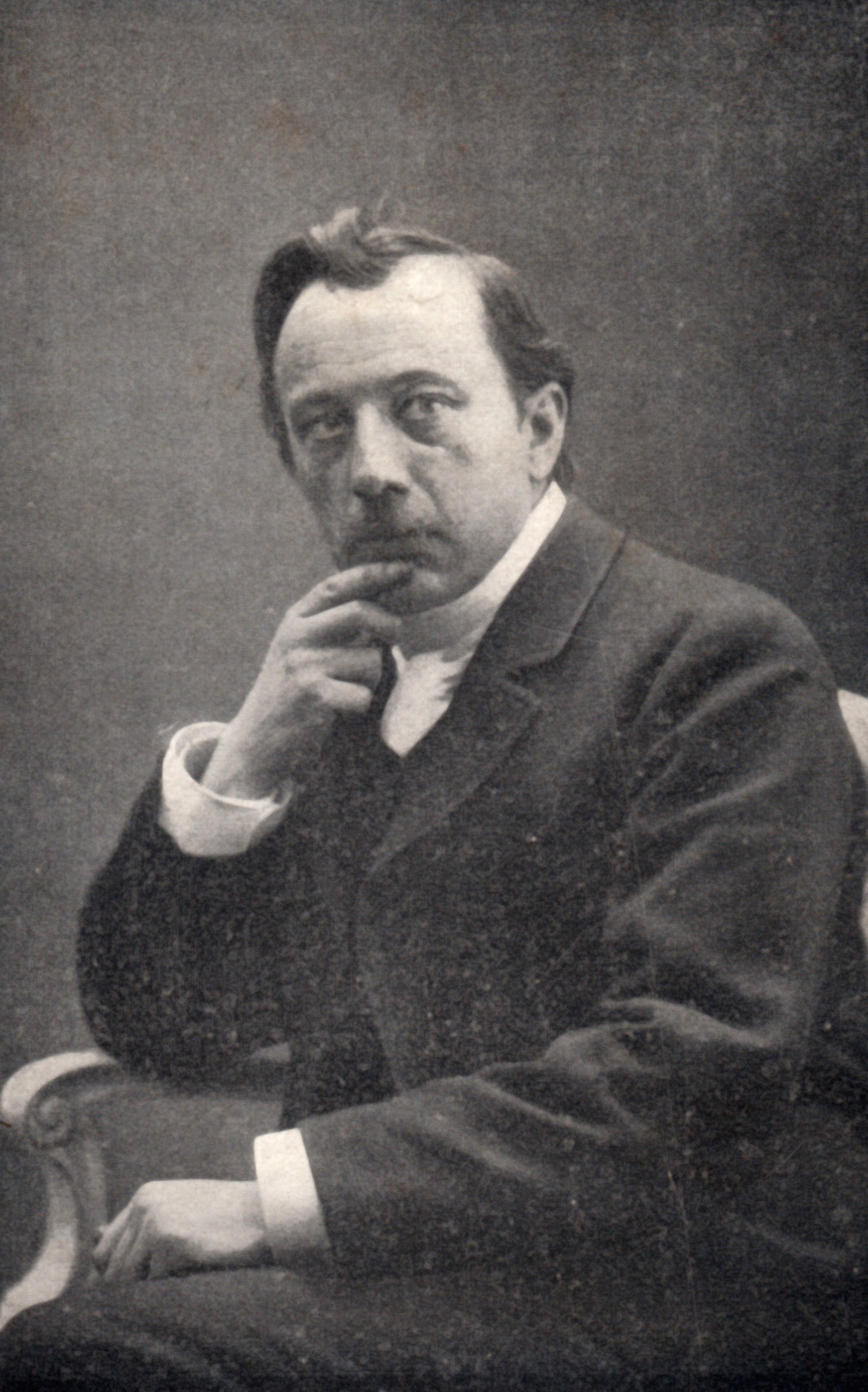
Jules Destrée (1913)

Jules Destrée (* 21. August 1863 in Marcinelle; † 2. Januar 1936 in Brüssel) war ein belgischer Schriftsteller, Jurist und Politiker.
Jules Destrée wurde Mitglied der Belgischen Arbeiterpartei, Vorläufer der Socialistischen Partei, und war ab 1894 Abgeordneter zur Belgischen Abgeordnetenkammer. Er war 1917/18 Gesandter bei der russischen revolutionären Regierung Kerenski.
Als Vertreter der Wallonen setzte er sich für eine getrennte Verwaltung von Flandern und Wallonien ein. Im Jahr 1912 verfasste er einen offenen Brief an König Albert I., in welchem er feststellte:
« Sire, (...) Vous régnez sur deux peuples. Il y a en Belgique, des Wallons et des Flamands; il n'y a pas de Belges. »
„Sire, Sie regieren über zwei Völker. In Belgien gibt es Flamen und Walonen; es gibt keine Belgier“.
Destrée war von 1919 bis 1921 Minister für Kunst und Wissenschaft, 1920 begründete er die Académie royale de langue et de littérature françaises de Belgique (Königliche Akademie für französische Sprache und Literatur). Im Juli 1920 wurde er zum Mitglied der Académie royale des Sciences, des Lettres et des Beaux-Arts de Belgique gewählt; 1932 wurde er Präsident der Akademie. Nach ihm ist das Institut Jules-Destrée benannt.

## Werke (Auswahl)
- Le socialisme en Belgique. Mit Émile Vandervelde. Giard & Brière, Paris 1903.
- Une campagne électorale au Pays noir. Soc. coop. "Volksdrukkerij", Gent 1907.
- Les réfectoires scolaires. Soc. coop. "Volksdrukkerij", Gent 1908.
- Lettre au roisur la séparation de la Wallonie et de la Flandre. Brüssel 1912.
- Wallonie. Société des Trente [u. a.], Paris 1914.
- Les socialistes et la guerre européenne 1914–1915. van Oest, Brüssel 1916.
- Les déportations d’ouvriers belges. Hayman, Christy & Lilly, London 1917.
- Wallons et Flamands. Plon, Paris 1923.
- Roger de la Pasture, van der Weyden. Brüssel und Paris, 1930.